# (16856) Banach
(16856) Banach est un astéroïde de la ceinture principale.

## Description
(16856) Banach est un astéroïde de la ceinture principale. Il fut découvert par Paul G. Comba le 28 décembre 1997 à Prescott. Il présente une orbite caractérisée par un demi-grand axe de 2,434 UA, une excentricité de 0,163 et une inclinaison de 7,305° par rapport à l'écliptique.
Il fut nommé en hommage au mathématicien et professeur d'université polonais Stefan Banach.

## Compléments